# Israels Plads
 Denne artikel omhandler Israels Plads i København. Opslagsordet har også en anden betydning, se Israels Plads (Odense).
Israels Plads er en plads mellem Frederiksborggade, Rømersgade, Vendersgade og Linnésgade nær Nørreport Station i Indre By i København. Pladsen hed tidligere Linnés Torv.
Pladsen blev navngivet den 11. november 1968 for at markere 25 årsdagen for redningen af de danske jøder. I dagbladet Politikens reportage står bl.a. ”Navngivningen havde foranlediget et stort og imponerende fremmøde. For navngivningen var, som borgmester Wassard Jørgensen forklarede, byen Københavns markering af 25-året for de jødiske danskeres transport fra det nazibesatte Danmark til det frie Sverige."
I Israel indviedes en uges tid efter Danmarks Pladsen i Jerusalem-forstaden Bet Hakerem under en Danmarks Uge der også skulle markere redningen af Jøderne.
Pladsen fungerede fra 1889 til 1958 som Københavns grønttorv. Senere flyttede grønttorvet til Valby, Pladsen blev uofficielt kaldt Grønttorvet, også efter at Københavns Grønttorv flyttede, idet der stadig var mange frugt- og grøntboder på stedet, ligesom også Københavns Loppetorv holdt til her.
Fra 2009-2011 opførtes TorvehallerneKBH på den del af pladsen som ligger mellem Vendersgade og Frederiksborggade. TorvehallerneKBH blev tegnet af Arkitekturværkstedet ApS ved arkitekt Hans Peter Hagens mens Jeudan A/S var byg- og driftsherre på realiseringen.
Fra 2013-2014 blev den del af pladsen som ligger mellem Vendersgade og Ørstedsparken renoveret for ca. 60 mio. kr. finansieret af Oticon Fonden og Københavns Kommune. Projektteamet bestod af Birk Nielsens Landskabsarkitekter, Cobe, billedhuggeren Morten Stræde og konsulent- og ingeniørfirmaet Niras.
I forbindelse med Gaza-krigen i 2023 blev vejskiltet med pladsens navn kortvarigt dækket over med et skilt med teksten Palæstinas Plads.

## Torvehallerne
Torvehallerne, der er placeret på en 7000 m² stor granitbelagt torveplads, åbnede den 2. september 2011. Hovedsageligt indendørs i de to søjlebårne overdækkede torvehaller, men også udendørs, findes over 60 såkaldte stader, der først og fremmest sælger madvarer af ofte høj kvalitet. Det være sig bagerier, osterier, fiskehandlere, frugt- og grøntboder, slagtere og forskellige andre delikatesse-stader med for eksempel tapas, smørrebrød og græske specialiteter. Flere stader serverer på stedet og en enkelt restaurant, et italiensk rotisserie, er etableret ved siden af hallerne.